# Itaboraí

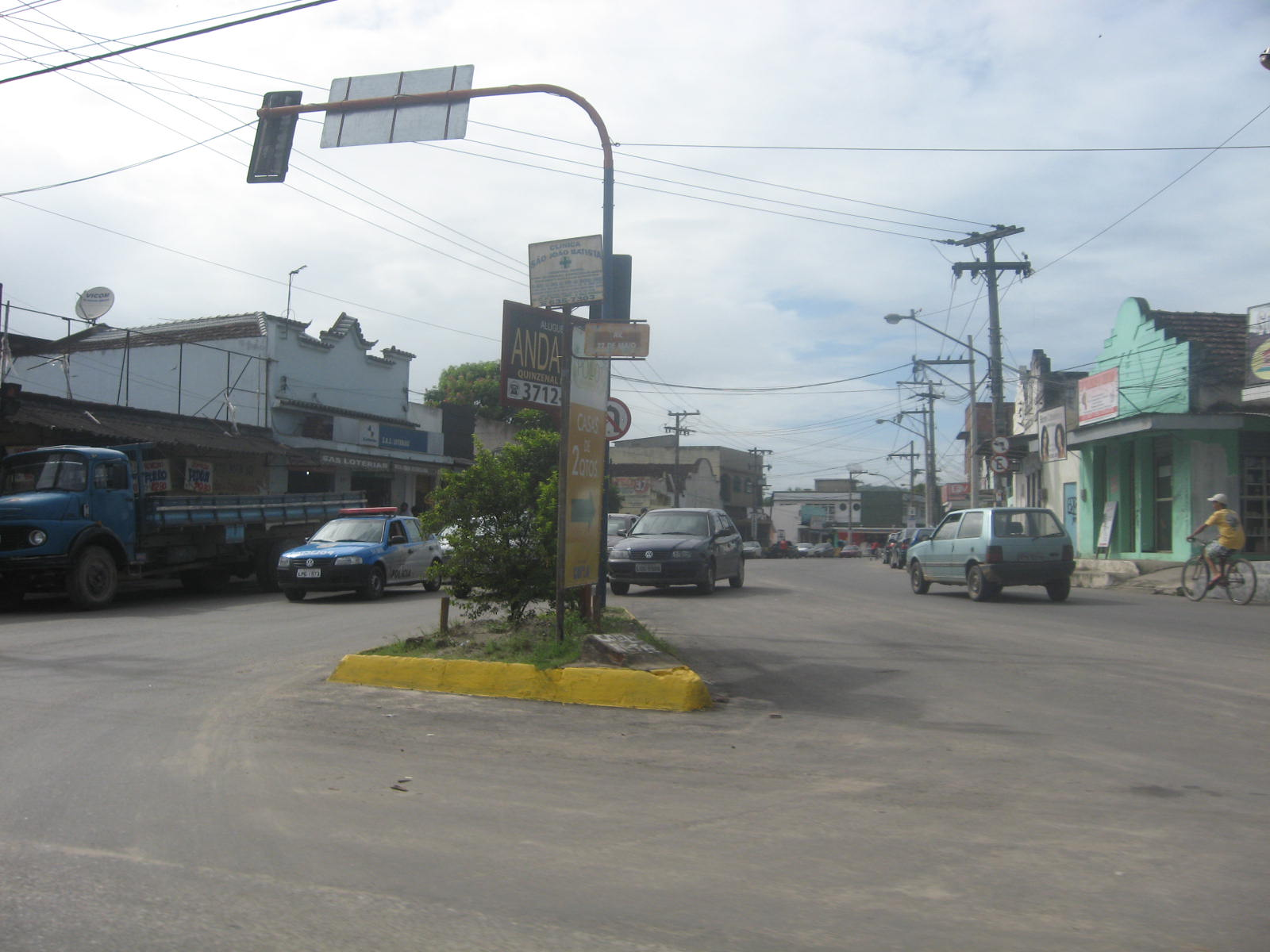
Itaboraí

Itaboraí ist ein Município im brasilianischen Bundesstaat Rio de Janeiro. Itaborai liegt etwa 40 km östlich von Rio de Janeiro. Das Munizip umfasst eine Fläche von 430,374 km².

## Geschichte

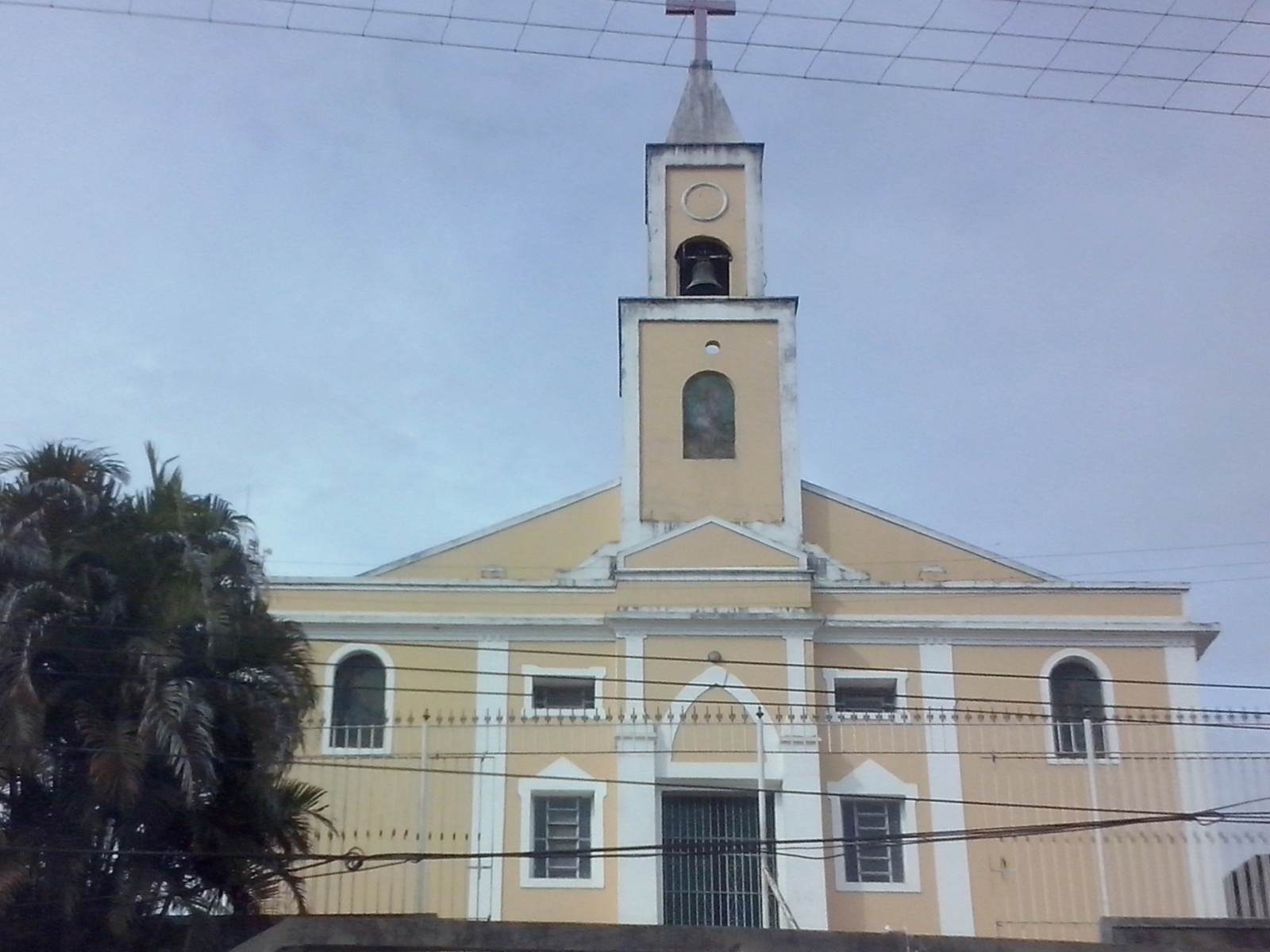
Igreja São Pedro Apóstolo

Die Geschichte Itaboraís beginnt 1567 mit der Gründung des heute nicht mehr bestehenden Ortes Santo Antônio de Sá. Itaboraí nahm seinen Anfang 1671, als eine Johannes dem Täufer gewidmete Kapelle eingeweiht wurde. Dieser Bau wurde 1684 ersetzt und 1696 zur Pfarrkirche geweiht. Diese Kirche trug zum wirtschaftlichen Aufstieg des Ortes bei. 1778 war Itaboraí das wichtigste Dorf, das zu Santo Antônio de Sá gehörte. 1827 wurde ein Theater eingeweiht und 1829 führte Malaria dazu, dass Santo Antônio de Sá völlig ausstarb. Als Munizip wurde Itaboraí am 15. Januar 1833 selbständig, und der Rat trat am 22. Mai 1833 erstmals zusammen. Die Schifffahrt verlor an Bedeutung, als am 23. April 1860 eine Eisenbahnstrecke eröffnet wurde.

## Demographie
Nach der Volkszählung in Brasilien 2010 lebten in Itaboraí 218.008 Menschen, die Itaboraienser genannt werden. 2010 hatte das Municipio eine Bevölkerungsdichte von 507 Personen pro km². Die Einwohnerzahl wurde nach der Schätzung des IBGE vom 1. Juli 2014 auf 227.168 Bewohner anwachsend berechnet.
Nach der brasilianischen Volkszählung 2022 hatte des Munizip 224.267 Einwohner und laut der amtlichen Schätzungen 2024 betrug die Einwohnerzahl 240.040. 2022 betrug die Bevölkerungsdichte 521,60 Einwohner/km².

## Geographie
Die Ufer der Baía de Guanabara und die Mündungen von Rio Macacu und Rio Guaxindiba sind von Mangroven gesäumt.
Die Nachbargemeinden sind im Nordwesten Guapimirim, im Nordosten Cachoeira de Macacu, im Osten Tanguá, im Süden Maricá und im Südwesten São Gonçalo. Ein schmaler Zipfel reicht im Westen bis an die Baía de Guanabara hin.
Der Norden und Westen Itaborais besteht aus Ebenen in den Flussniederungen und zur Bucht hin. Höhere Lagen finden sich in der Serra do Barbosão im Osten an der Grenze zu Tanguá sowie in der Serra do Lagarto und der Serra Cassorotiba do Sul an der Grenze zu Maricá. Dazwischen liegen sanft gewellte Hügel, die selten eine Höhe von mehr als 50 m über dem Meeresspiegel erreichen.

### Klima
Das vorherrschende Klima ist tropisch-heiß mit der Regenzeit im Sommer und trockenen Wintermonaten. Die durchschnittliche Temperatur beträgt 23 °C.
Die Vegetation in der Gemeinde besteht hauptsächlich aus Weideflächen, Wäldern an den Hängen der Berge. Bei den Waldgebieten handelt es sich um Sekundärwald, da ein Großteil der Wälder zur Erzeugung von Holzkohle und als Brennholz geschlagen wurde. Im restlichen Stadtgebiet sind die Waldflächen nur klein und sehr verstreut.

## Wirtschaft
Zu den wichtigsten Wirtschaftszweigen in der Stadt gehören:
- Keramik-Handwerk
- Obstanbau
- Subsistenzwirtschaft
- Bienenzucht
- Viehzucht
- Mineralienabbau
- Handel und Dienstleistungen

## Politik
Von 2013 bis 2016 war Helil Cardozo (PMDB) der Prefeito des Municipios. Von 2025 bis 2028 ist Marcelo Jandre Delaroli der Bürgermeister des Munizips.

## Söhne und Töchter der Stadt
- Thiago Santos Barbosa (* 1982), Beachvolleyballspieler
- Emerson Raymundo Santos (* 1995), Fußballspieler
- Wellington Cabral Costa (* 1996), Fußballspieler
- Bruno Praxedes (* 2002), Fußballspieler